# Leandro Corulo
Leandro Corulo (Lanús, Provincia de Buenos Aires, Argentina. 2 de junio de 1989) es un futbolista argentino que juega de defensor central en Real Tomayapo de la Primera División de Bolivia.

## Clubes
| Club                       | País      | Año             |
| -------------------------- | --------- | --------------- |
| Los Andes                  | Argentina | 2010-2013       |
| Gimnasia de La Plata       | Argentina | 2013-2014       |
| All Boys                   | Argentina | 2014-2016       |
| Estudiantes de San Luis    | Argentina | 2016-2020       |
| → Deportivo Maipú (cedido) | Argentina | 2020            |
| General Caballero JLM      | Paraguay  | 2021-2022       |
| Real Tomayapo              | Bolivia   | 2022-Actualidad |